# Mariä Himmelfahrt (Buchloe)

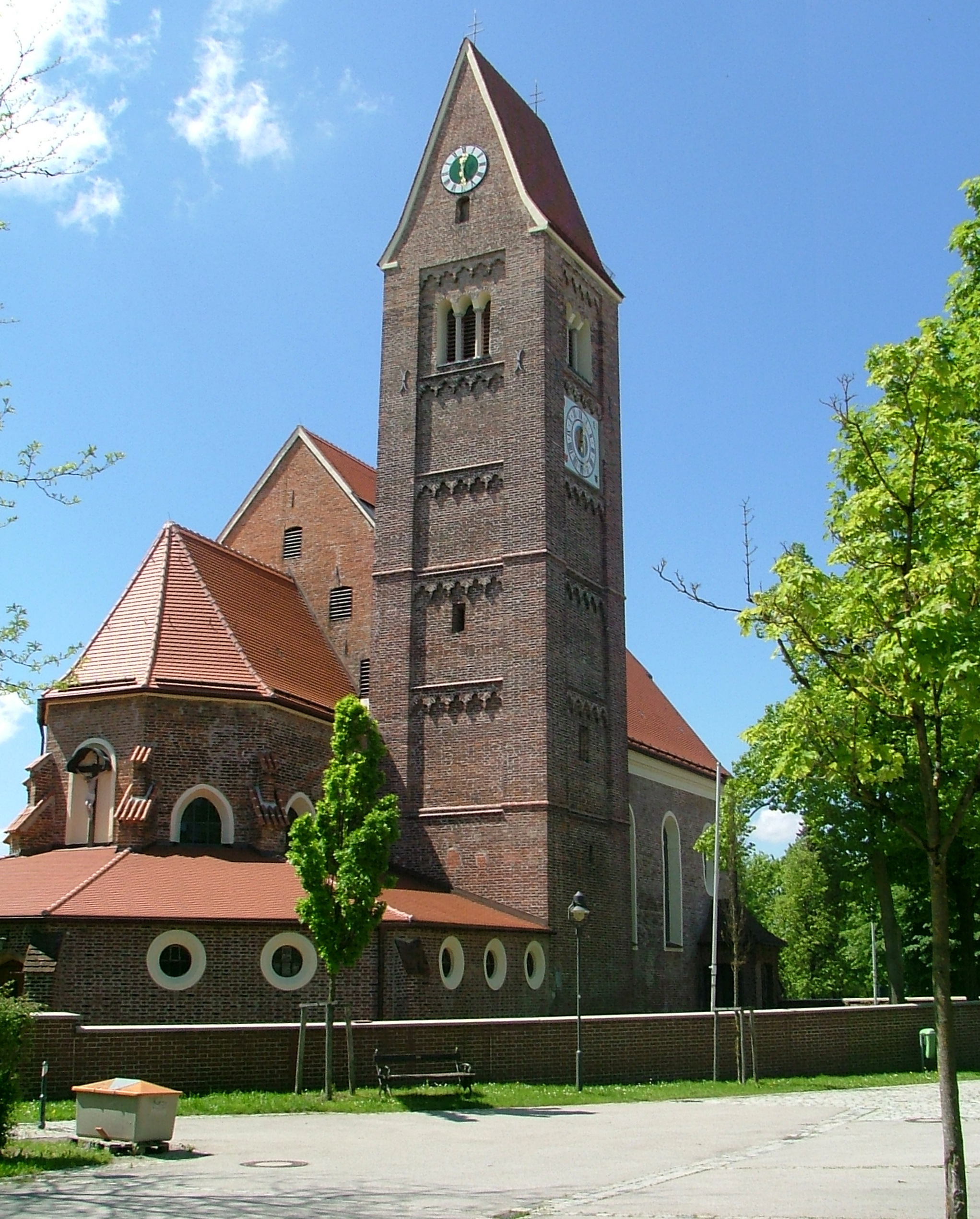
Mariä Himmelfahrt in Buchloe

Mariä Himmelfahrt ist die römisch-katholische Stadtpfarrkirche von Buchloe, einer Stadt im schwäbischen Landkreis Ostallgäu in Bayern. Das denkmalgeschützte Bauwerk ist  in der Liste der Baudenkmäler in Buchloe unter der Nr. D-7-77-121-10 eingetragen. Die Pfarrei gehört zum Dekanat Kaufbeuren des Bistums Augsburg.

## Beschreibung

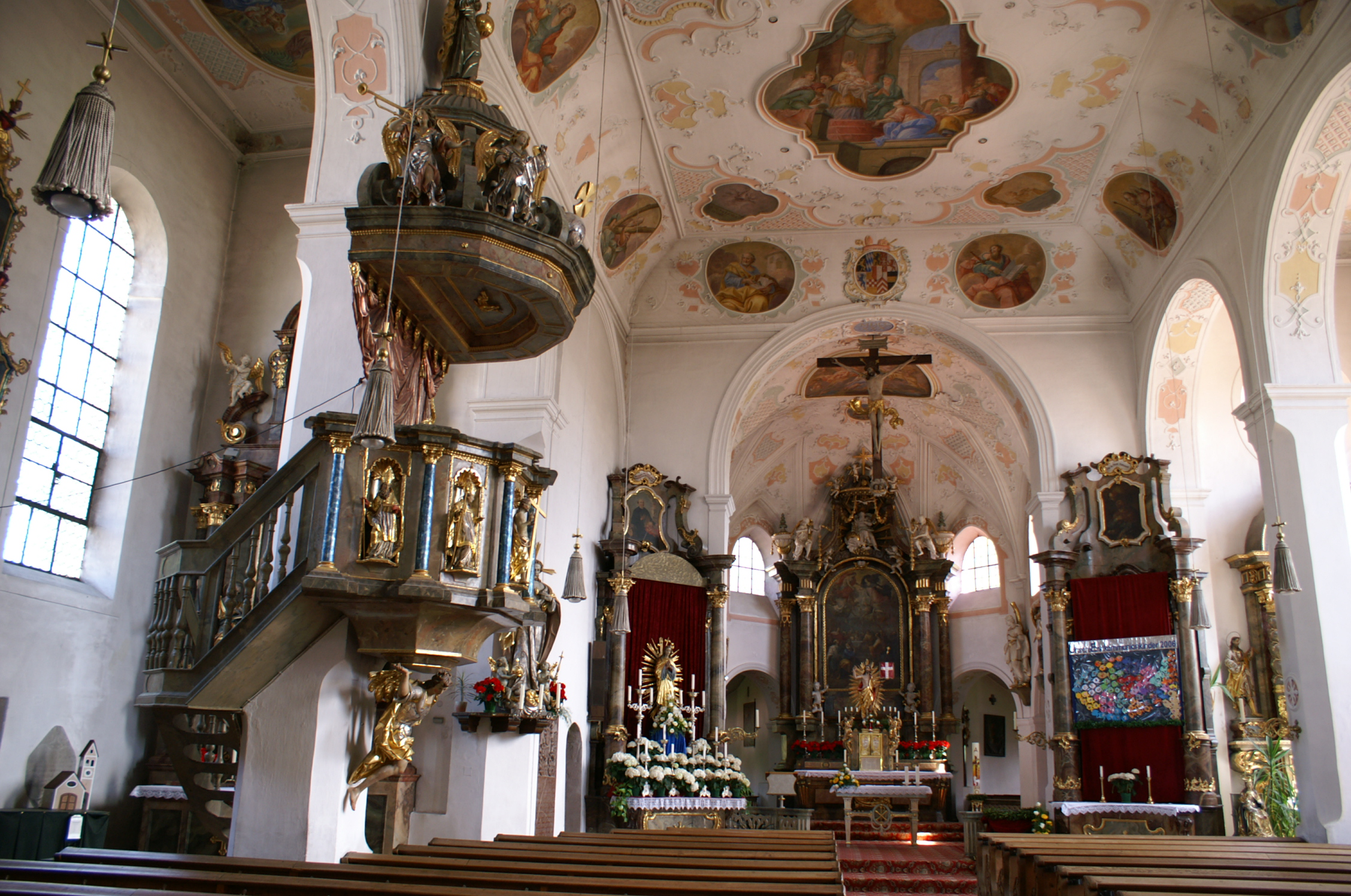
Innenansicht

Das Kirchengebäude besteht aus einem um 1400 gebauten Langhaus, einem eingezogenen, dreiseitig geschlossenen Chor im Osten und einem Chorflankenturm aus der zweiten Hälfte des 15. Jahrhunderts an dessen Nordwand. Die ursprüngliche Saalkirche aus unverputzten Backsteinen wurde nach einem Brand beim Wiederaufbau 1517 mit zwei Seitenschiffen erweitert. Das oberste Geschoss des mit einem Satteldach bedeckten Chorflankenturms beinhaltet hinter den als Triforien gestalteten Klangarkaden den Glockenstuhl mit fünf Kirchenglocken. 1729/30 wurde die Kirche nach einem Entwurf von Johann Georg Fischer barock umgebaut. Die Höhe der Seitenschiffe wurde in Form einer Hallenkirche auf das Niveau des Mittelschiffs angehoben. 
Der Innenraum des Mittelschiffs ist mit einer Spiegelgewölbe überspannt, der des Chors mit einem Stichkappengewölbe. Er ist mit Arkaden zum Chorumgang, der 1937 von Thomas Wechs angebaut wurde, geöffnet. Im Scheitel des Chorumgangs liegt die Sakristei. Über dem Chorbogen befindet sich das Wappen von Pfalz-Neuburg. Einige Johann Heel zugeschriebene Fresken, wie die Marienkrönung im Chor und die Anbetung der Könige im Mittelschiff, blieben erhalten, andere wurden im 19. Jahrhundert beseitigt. Zur Kirchenausstattung gehört ein Hochaltar, dessen Altarretabel mit der Darstellung der Himmelfahrt Marias von Johann Georg Melchior Schmittner stammt. Die Gemälde über Simon Petrus, Maria Magdalena und Johannes Nepomuk stammen von Ludwig Caspar Weiß. Die Orgel wurde 1959 als Opus 1983 von G. F. Steinmeyer & Co. gebaut.